# ألتان إيرول
ألتان إيرول (بالتركية: Altan Erol)‏ مواليد 28 مايو 1983، هو لاعب كرة سلة تركي بدأ مسيرته الاحترافية في سنة 2002 يلعب في الدوري التركي لكرة السلة ويحمل الرقم 99.

## روابط خارجية
- ألتان إيرول على موقع كرة السلة الأوروبية.كوم (الإنجليزية)
- ألتان إيرول على موقع ريلجم (الإنجليزية)
- ألتان إيرول على موقع بروبوليرز (الإنجليزية)